# Fool in the Rain
Fool in the Rain – piosenka brytyjskiego zespołu Led Zeppelin, która znalazła się na albumie In Through the Out Door (1979). Utwór znalazł się na ostatnim singlu grupy, wydanym przed śmiercią perkusisty, Johna Bonhama, w 1980 roku. W lutym 1980 roku singiel dotarł do 21. miejsca na liście Hot 100 czasopisma branżowego „Billboard”.
Piosenka „Fool in the Rain” nigdy nie była wykonywana podczas koncertu przez zespół Led Zeppelin.

## Muzyka
Przy powstawaniu kompozycji, John Paul Jones i Jimmy Page zainspirowali się rytmami samby, które odgrywano podczas turnieju mistrzostw świata w piłce nożnej w Argentynie w 1978 roku. Jimmy Page powiedział o tym utworze:

W «Fool in the Rain» John Paul Jones miał okazję zagrać na tych klawiszach, a mnie udało się umieścić kilka gitar akustycznych i intensywną solówkę elektryczną, co nastąpiło po tej sekcji w stylu samby… tak, samby… z dogrywaniem mnóstwa partii perkusyjnych.

## Recepcja
„Fool in the Rain” od wydania w 1979 roku cieszy się wśród recenzentów pozytywnym odbiorem, mimo że album In Through the Out Door nie spotkał się z takim samym pozytywnym przyjęciem, jak poprzednie albumy Led Zeppelin. W retrospektywnej recenzji Andrew Doscas, z magazynu „PopMatters”, nazwał piosenkę „wyróżniającym się utworem” (standout track), uważając, że jest „ostatnią zabawną piosenką zespołu” i „jedyną taką, jaką można znaleźć na In Through the Out Door”.

## Listy przebojów
| Kraj | Lista                      | Pozycja | Źr.    |
| ---- | -------------------------- | ------- | ------ |
| CA   | „RPM” Top Singles          | 12      | [ 9 ]  |
| NZ   | Top 40 Singles             | 44      | [ 10 ] |
| US   | Hot 100                    | 21      | [ 5 ]  |
| US   | „Cash Box” Top 100 Singles | 31      | [ 11 ] |